# 20455 Pennell
20455 Pennell è un asteroide della fascia principale. Scoperto nel 1999, presenta un'orbita caratterizzata da un semiasse maggiore pari a 2,3247364 UA e da un'eccentricità di 0,1286538, inclinata di 6,78673° rispetto all'eclittica.